# Nazionale maschile under 20 di calcio a 5 del Paraguay
La nazionale di calcio a 5 del Paraguay Under-20 è la rappresentativa di Calcio a 5 Under-20 del Paraguay ed è posta sotto l'egida della Asociación Paraguaya de Fútbol.
La nazionale paraguayana ha partecipato alle prime due edizioni del Sudamericano de Futsal Sub-20: nel 2004 ha raggiunto il quarto posto dopo essere stata sconfitta seccamente dal Brasile in semifinale e dall'Uruguay nella finalina; nel torneo successivo giunge ultima nel proprio girone di qualificazione venendo estromessa dalle semifinali. Nel 2008, già iscritta tra le partecipanti alla terza edizione, rinuncia alla partecipazione per problemi economici.. Nel 2010 invece uscira' al primo turno vincendo la partita con l'ecuador e pareggiando con l'argentina.

## Partecipazioni al Sudamericano de Futsal Sub-20
- 2004:  Quarto posto
- 2006:  Primo turno
- 2008:  non presente
- 2010:  primo turno